# Ornithodoros rostratus
Ornithodoros rostratus är en fästingart som beskrevs av Henrique de Beaurepaire Aragão 1911. Ornithodoros rostratus ingår i släktet Ornithodoros och familjen mjuka fästingar. Inga underarter finns listade i Catalogue of Life.